# Hanerahu

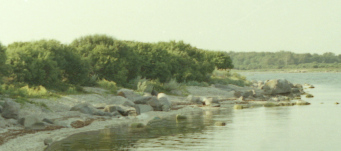
Hanerahu

Hanerahu – wyspa na Morzu Bałtyckim, u zachodnich wybrzeży Estonii.